# 葭田晃
葭田 晃（よしだ あきら、本名同じ。1969年3月20日 - ）は、日本の合唱指揮者・声楽家。
東京都墨田区出身。東邦音楽大学声楽専攻卒業。藤原歌劇団正団員。東京荒川少年少女合唱隊卒隊。横浜市在住。

## 現在の主な指揮団体
- 横浜紫友会合唱団
- 横浜ジングアカデミー
- クール・グランジュテ
- カンタンティ・ヨコハマーニ
- 東京ハルモニアシンガーズ
- コーロ・ヴィオレ
- コールス・セプテム

## 過去の指揮団体
- すみだ第九を歌う会
- 石丸寛メモリアルコンサート合唱団
- 墨田区合唱連盟合唱団
- かながわ・ゆめ国体式典合唱団
- 横浜市民の第九合唱団
- 東京薬科大学合唱団

## その他
- 上皇后美智子作曲「星の王子の・・・」初演指揮を担当。（2006年3月・上野旧奏楽堂）